# Васкан Василь Васильович
Васи́ль Васи́льович Васка́н (народився 4 листопада 1941 року в селі Котелеве Новоселицького району Чернівецької області — помер 7 грудня 2023) — український поет. Член Національної спілки письменників України. Заслужений працівник культури України (2006).

## Біографія
Народився в селянській сім'ї. 1963 року закінчив фізико-математичний факультет Чернівецького університету, після чого працював на освітянській ниві. Також закінчив Вищу партійну школу та Чернівецький кооперативний технікум.
Був головою Новоселицької районної державної адміністрації (призначено 29 жовтня 1996 року, звільнено 21 квітня 1998 року ).
Голова Чернівецької обласної організації Національної спілки письменників України.
28 листопада 2006 року став заслуженим працівником культури України — за вагомий особистий внесок у соціально-економічний і культурний розвиток України, вагомі досягнення у професійній діяльності, багаторічну сумлінну працю та з нагоди річниці підтвердження всеукраїнським референдумом 1 грудня 1991 року Акта проголошення незалежності України.

## Творчість
Перші поетичні спроби Васкана припадають на шкільні роки. Тоді ж друкував вірші у місцевій періодиці.
Автор збірок поезій «Я заздрю крилам журавля», «Рушники — наче долі сторінки», «Яблука любові», «Черешнева дорога моя», «Два береги», «Солоні роси на калині», «Невмируща моя».
Поезії Васкана музикальні, наспівні, окремі з них покладено на музику. Василь Васкан — автор слів та музики гімну Новоселицького району .

## Нагороди
- Медаль «На славу Чернівців»
- Лауреат премії імені Степана Сабадаша.
- Лауреат премії ім. Юрія Федьковича.